# Falconer (banda)
Falconer fue un grupo de folk/power metal sueco. Formado por el guitarrista de Mithotyn Stefan Weinerhall, mezcla el más puro Power metal con instrumentación y melodías folclóricas, creando un característico sonido medieval.

## Historia

### Orígenes
Cuando Mithotyn se separó en 1999, Stefan Weinerhall (Guitarrista), comenzó a fraguar Falconer como una continuación. Pero ahora buscaba un vocalista de voz limpia, al poco, Mathias Blad se unió a la grabación de la primera demo.
El grupo mandó esa demo a diferentes compañías de toda Europa, hasta que se encontró con un par de contratos para elegir. Dado que fue grabada con un Batería de electrónica, Stefan (a las Guitarras y Bajo) cayó en que necesitaría un Batería adecuado, si algún día pensaba grabar un álbum. Karsten Larsson (también ex Mithotyn) se unió sin problemas al recién formado Falconer. Mathias aportando su voz, también se mostró entusiasmado en unirse a la Banda. Finalmente, el grupo firmó con Metal Blade Records.
En noviembre de 2000, el grupo entró a "Los Angered Studio" con Andy LaRocque y Jacob Hansen a la mesa. Sólo disponían de tres semanas para una hora de música, así que tuvieron que darse prisa. Aun así, acabaron bastante satisfechos con el resultado obtenido en su pequeño estudio a las afueras de Gothenburg, Suecia.
El álbum titulado "Falconer" fue lanzado en Europa en marzo de 2001, y en mayo del mismo año fue distribuido en USA. La respuesta fue mayor de la que la propia Banda esperaba (obtuvo buenas críticas en casi todos los medios). De hecho, el grupo no tenía pensado ningún plan de gira (el proyecto se pensó solo para Estudio), de modo que decidieron que tras el siguiente disco, contratarían un segundo Guitarra y Bajo, para así completar la formación en directo.
Durante el verano y otoño de 2001, estuvieron preparando bastante material para su próximo disco. La música seguía el patrón de su debut, ritmos de Power Metal con toques medievales, aunque algo más heavy.
Exactamente un año después de la grabación de su primer disco, regresaron al Estudio: en 24 días de grabación, mezclas y Masterización, dio 9 Canciones y un Bonus Track. El resultado: "Chapters from a Vale Forlon", que fue lanzado el 7 de febrero de 2002 en Japón, y el 11 de marzo del mismo año en Europa y USA.

### Cambios de formación
Falconer empezó sus conciertos en verano, por festivales tales como: Wacken, Rock Machina y Bang your Head. Gran comienzo para un grupo que nunca había tocado en vivo... Pero empezando su periplo en Directo, el grupo se vio contrariado por la ocupación principal de Mathias, ya que las giras entraban en conflicto con su profesión de Actor: Teatro y Musicales.
Tras el espectacular comienzo, aparecieron ofertas de actuaciones y giras. Así que, para seguir con los planes en Directo, necesitaban un nuevo vocalista, aún a pesar de que gran parte del interés despertado por el grupo, era por la voz de Mathias.
En noviembre de 2002 encontraron a Kristoffer Göbel, vocalista de "Destiny", junto a Anders Johansson de segundo Guitarrista y Peder Johansson al Bajo... ¡Habían nacido los nuevos Falconer!
En mayo del año siguiente, el grupo volvió a encerrar durante cinco semanas en Los Angered Studio para grabar "The Sceptre of Deception". El CD es según los propios músicos, una mezcla de los dos anteriores, con giros inesperados en la música. Además de un disco conceptual acerca de una historia de ambición, traición y sed de poder ocurrida en su tierra natal. Participaron en la grabación muchos invitados, que culminó con el lanzamiento el 6 de octubre de 2003.
Tras el lanzamiento del disco surgieron problemas internos, y tanto Anders como Peder Johansson fueron expulsados del grupo. Siendo reemplazados por Jimmy Hedlund y Magnus Linhardt, respectivamente. Con esta nueva formación, el grupo llegó a "Grime Vs. Grandeur", un álbum que se desviaba bastante de su anterior sonido: los toques folk y las letras fueron reemplazadas con sonidos Heavies más tradicionales. El resultado fue una respuesta moderada de los fanes, que veían que el grupo había perdido su identidad característica.

### Vuelta a las raíces
En noviembre de 2005, Kristoffer Göbel anunció a través de internet que había sido expulsado del grupo, y pronto se dio a conocer que Mahias Blad había vuelto. El auténtico sonido Falconer había vuelto con "Northwind", lanzado en septiembre de 2006.

## Formación

### Miembros actuales
- Mathias Blad: Voz, Teclados
- Stefan Weinerhall: Guitarra, coros
- Jimmy Hedlund: Guitarra, coros
- Magnus Linhardt: Bajo
- Karsten Larsson: Batería

### Miembros que han pasado por el grupo
- Kristoffer Göbel: Voz
- Anders Johansson: Guitarra
- Peder Johansson: Bajo

## Discografía
1. Falconer (2001)
2. Chapters From A Vale Forlorn (2002)
3. Sceptre Of Deception (2003)
4. Grime Vs. Grandeur (2005)
5. Northwind (2006)
6. Among Beggars And Thieves (2008)
7. Armod (2011)
8. Black Moon Rising (2014)
9. From a Dying Ember (2020)